# 科尔特西格赖纳
科尔特西格赖纳，是西班牙安达卢西亚自治区格拉纳达省的一个市镇。总面积22平方公里，总人口1033人（2001年），人口密度47人/平方公里。